# Biguglia
Pour les articles homonymes, voir Biguglia (homonymie).
Biguglia [biɡu(l)ja] est une commune française située dans la circonscription départementale de la Haute-Corse et le territoire de la collectivité de Corse. Elle appartient à l'ancienne piève d'Orto dont elle était le chef-lieu.
Profitant ces dernières décennies du développement de l'agglomération bastiaise, elle fait office de banlieue et constitue aujourd'hui la cinquième commune la plus peuplée de l'île.

## Géographie
Les communes limitrophes sont Furiani, Borgo, Oletta, Olmeta-di-Tuda et Rutali.

### Situation
Biguglia est située sur la façade orientale de la Corse, à près de 5 km au sud de l'agglomération bastiaise dont elle fait aujourd'hui partie. Elle se trouve dans le pays du « deçà des Monts », la partie septentrionale et orientale de l'île dite « Corse schisteuse ».
Communes limitrophes

### Géologie et relief
Sur un territoire où schistes lustrés et cipolins dominent, la commune s'étend depuis la crête montagneuse à l'ouest, prolongement vers le sud de la dorsale du Cap Corse ou massif du Monte Stello, dominée par la Cime du Zuccarello (940 m - Oletta), jusqu'à la plaine alluviale, l'étang de Biguglia et au cordon lagunaire de la Marana bordant la mer Tyrrhénienne à l'est.
Le relief se compose de trois secteurs :
- le secteur occidental représenté par les hauteurs communales comprises entre la ligne de crête - le plus haut sommet communal est le Monte Alzitano (663 m, « à cheval » sur Oletta et Biguglia, et l'altitude d'environ 150 m à laquelle est bâti le village ancien et des nouvelles habitations. Il est l'extrémité méridionale du massif du Monte Stello ;
- le secteur oriental, une terre de culture composée d'une partie de la riche plaine de la Marana, une zone de terrains sédimentaires du Quaternaire, séparée de la mer Tyrrhénienne par l'étang de Biguglia et le cordon lagunaire ;
- le secteur central dit « collinaire », entre les deux précédents où s'est développée une forte urbanisation.

Outre la ligne de crête précitée, les autres limites de la commune sont les suivantes :
- au nord, depuis le Rocher de Pastricciola à l'extrémité ouest de la commune, Bocca di Santa Luccia (205 m) où est située la chapelle Santa Lucia, vers l'est en « coupant » les Collines en deux lotissements partagés avec Furiani, en droite ligne par-dessus l'étang jusqu'à Tumbulu biancu sur le lido de la Marana ;
- à l'est, c'est la façade maritime de la commune qui va de Tumbulu biancu jusqu'au nord du lotissement U Stagnu (Borgu) ;
- au sud, les limites partent du lotissement U Stagnu en droite ligne à l'ouest par-dessus l'étang et la presqu'île de San Damiano, au sud de l'émissaire du ruisseau Pietre Turchini, puis vont vers le pont de Pietre Turchine à Campo Vallone, coupant la T 11 ex-RN 193, le ruisseau de Figaretto au sud d'Ortale, remontent vers le nord avec le ruisseau de Tendigliola affluent du Bevinco, une infime partie de ce dernier, le ruisseau de Sant' Andrea, le Monte Alzitano sous lequel le ruisseau prend sa source, et terminent la boucle au rocher de Pastricciola.

### Hydrographie

#### Bevinco
La rivière Bevinco (en corse Bivincu), principal cours d'eau de la commune qui la traverse dès la sortie du défilé du Lancone, a son émissaire dans l'étang de Biguglia. Au cours de cette traversée, le Bevinco reçoit les eaux de deux affluents : le ruisseau de Petrelle et le ruisseau de Ficabruna.
Le ruisseau de Guadone qui nait sur la commune d'Oletta, grossi par le ruisseau de Bonmartino, se jette directement dans l'étang.

#### Étang de Biguglia

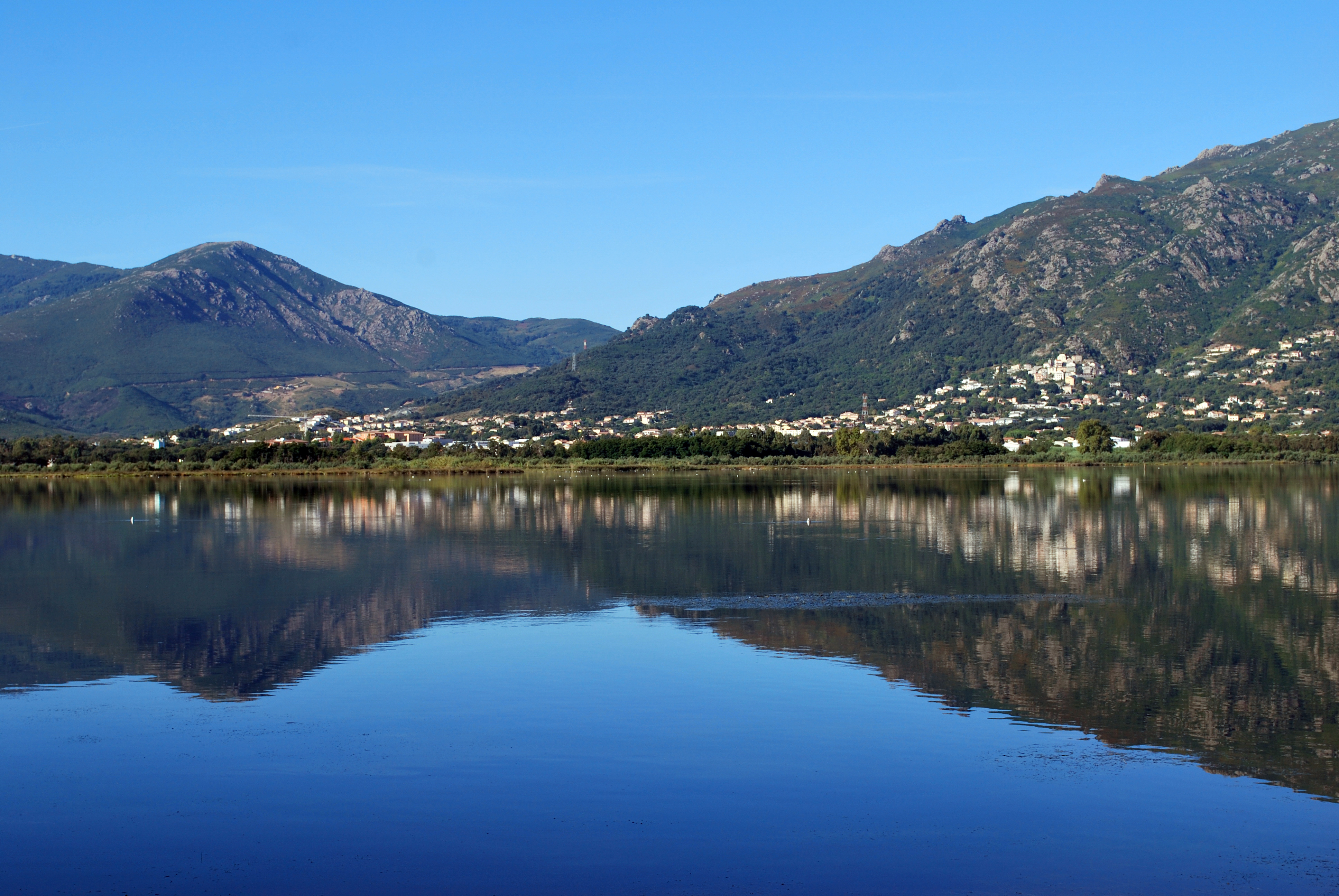
Le village de Biguglia vue depuis l'étang.

Biguglia a donné son nom à l'étang dont elle est en partie propriétaire. La partie de l'étang de Biguglia dont le véritable nom est Chjurlinu avec une surface de 1 450 ha, propriété de la commune, comporte une partie du lido de la Marana et une partie de l'île San Damiano. Cette zone est un site ornithologique d'intérêt européen. « Contrairement aux autres étangs côtiers de l'île, il s'agit d'un ancien bras de mer qui fut emprisonné à l'intérieur des terres. L'alimentation en eau douce par quelques ruisseaux se fait par le sud et surtout par le Bevinco, au nord-ouest ».

### Climat et végétation

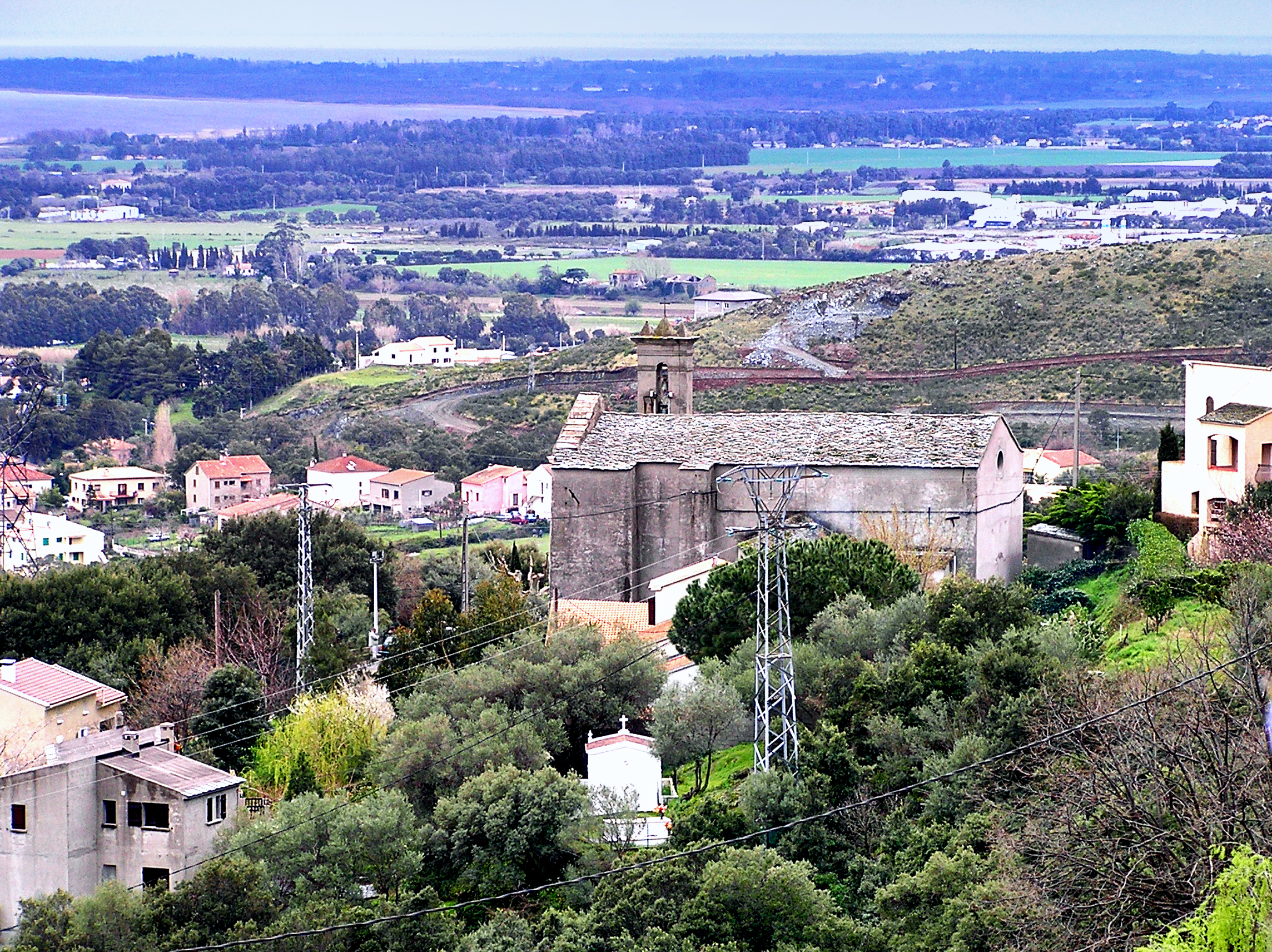
Vue de l'église Saint-André en direction du sud-est.

Comme les autres communes de cette portion septentrionale de la plaine orientale de l'île, la commune bénéficie d'un climat méditerranéen aux écarts thermiques modérés. L'influence de la mer Tyrrhénienne est importante. Les eaux marines, avec une salinité d'environ 4 %, ont une température superficielle de 24 °C en août contre 12 à 13 °C en mars. Les hivers sont plus chauds et les étés plus tempérés que partout ailleurs sur l'île. Cependant, le pouvoir rafraîchissant de la moyenne montagne qui domine Biguglia est faible en été. Cette région est parfois soumise à de brusques variations thermiques et à des vents assez fréquents. Le libeccio, vent violent en toutes saisons de secteur sud-ouest, qui se renforce en franchissant la chaîne de la Serra du Cap Corse, se fait sentir jusqu'à Casatorra. Le gricale ou crecale vent humide du nord-est, amène du froid et parfois de la neige en hiver. Les étés sont généralement secs et ensoleillés. L'exposition est moins importante sur le village qui se trouve à l'umbria (ubac), que sur le littoral. L'automne normalement agréable et ensoleillé s'achève par de bienfaisantes averses, des pluies orageuses méditerranéennes parfois fortes. Au cours des dernières décennies, la commune a subi de nombreuses inondations et coulées de boue.
Compte tenu de la sécheresse en période estivale et des vents parfois violents, la végétation est soumise à de grands risques d'incendies.
Le manteau végétal est différent en fonction du terrain. En raison de sa configuration ou par rapport à l'ex-RN 193, toutes deux orientées dans un axe nord-sud, le territoire communal peut être découpé en cinq zones verticales ci-dessous, de la plus haute à la plus basse :
- zone dominant le village jusqu'à la ligne de crête, habillée de pelouses sommitales et de maquis ;
- zone urbanisée jusqu'à la route T 11 comportant quelques bosquets composés majoritairement de chênes verts et de chênes lièges, alternant avec un maquis épais, parfois impénétrable ;
- zone de plaine entre la route T 11 et l'étang de Biguglia, ne comportant que des terrains agricoles exploités ;
- zone lagunaire protégée, avec des roselières en bordure d'étang ;
- zone littorale partiellement urbanisée, couverte d'un maquis bas avec pins maritimes et chênes lièges.

### Voies de communication et transports

#### Accès routiers
Le territoire de la commune est traversé dans la plaine par la T 11 en 2 × 2 voies, ex RN 193 reliant Bastia au nord à Ajaccio au sud. À Casatorra, pour supprimer un « point noir » du trafic routier au sud de l'agglomération bastiaise, un mini-tunnel a été ouvert à la circulation pour supprimer un carrefour, dans la nuit du 14 au 15 novembre 2016.

L'accès au village se fait principalement depuis des routes partant des ronds-points de Ceppe et de Casatorra.
La zone industrielle qui se situe à Tragone, au sud de la commune et les diverses zones d'activités artisanales et commerciales sont situées de part et d'autre de la route T 11.
Venant de Saint-Florent à l'ouest, on arrive à Biguglia par la D 62 qui longe le Bevinco dans le défilé du Lancone, soit 8 km d'une route sinueuse entre le col de Santo Stefano (Olmeta-di-Tuda) et le rond-point de Casatorra. Mais on peut aussi emprunter la route D 82 récemment aménagée partant du col de Santo Stefano, passant par Ortale et débouchant au rond-point du Numeru Quattru.

#### Transports
Ferroviaire
Le village de Biguglia est desservie par la ligne de Bastia à Ajaccio des CFC. Il est doté d'une gare en bordure de la RN 193, 2x2 voies au sud de la commune. Il est aussi desservie par le service suburbain : Bastia - Casamozza qui comporte 20 stations intermédiaires sur une vingtaine de kilomètres. Trois de ces arrêts sont situés sur la commune : Casatorra, Ceppe et Tragone.
Routier de voyageurs
Une ligne de transports publics de voyageurs par autocars relie Biguglia à Bastia via Furiani. Durant la période estivale, une navette est mise en place reliant Biguglia aux plages de la Marana.
Portuaire et aéroportuaire
Le port de commerce de Bastia est proche d'environ 8 km, l'aéroport de Bastia Poretta distant de près de 12 km.

## Urbanisme

### Typologie
Au 1er janvier 2024, Biguglia est catégorisée ceinture urbaine, selon la nouvelle grille communale de densité à sept niveaux définie par l'Insee en 2022.
Elle appartient à l'unité urbaine de Bastia, une agglomération intra-départementale regroupant sept  communes, dont elle est une commune de la banlieue,,. Par ailleurs la commune fait partie de l'aire d'attraction de Bastia, dont elle est une commune de la couronne,. Cette aire, qui regroupe 93 communes, est catégorisée dans les aires de 50 000 à moins de 200 000 habitants,.
La commune, bordée par la mer Méditerranée, est également une commune littorale au sens de la loi du 3 janvier 1986, dite loi littoral. Des dispositions spécifiques d’urbanisme s’y appliquent dès lors afin de préserver les espaces naturels, les sites, les paysages et l’équilibre écologique du littoral, tel le principe d'inconstructibilité, en dehors des espaces urbanisés, sur la bande littorale des 100 mètres, ou plus si le plan local d’urbanisme le prévoit.

### Occupation des sols
L'occupation des sols de la commune, telle qu'elle ressort de la base de données européenne d’occupation biophysique des sols Corine Land Cover (CLC), est marquée par l'importance des forêts et milieux semi-naturels (30,6 % en 2018), néanmoins en diminution par rapport à 1990 (35,7 %). La répartition détaillée en 2018 est la suivante : 
espaces ouverts, sans ou avec peu de végétation (26 %), zones agricoles hétérogènes (19,9 %), eaux maritimes (15,4 %), zones urbanisées (12,3 %), prairies (7,5 %), zones industrielles ou commerciales et réseaux de communication (6,1 %), milieux à végétation arbustive et/ou herbacée (4,6 %), espaces verts artificialisés, non agricoles (4,1 %), zones humides côtières (4,1 %). L'évolution de l’occupation des sols de la commune et de ses infrastructures peut être observée sur les différentes représentations cartographiques du territoire : la carte de Cassini (XVIIIe siècle), la carte d'état-major (1820-1866) et les cartes ou photos aériennes de l'IGN pour la période actuelle (1950 à aujourd'hui).

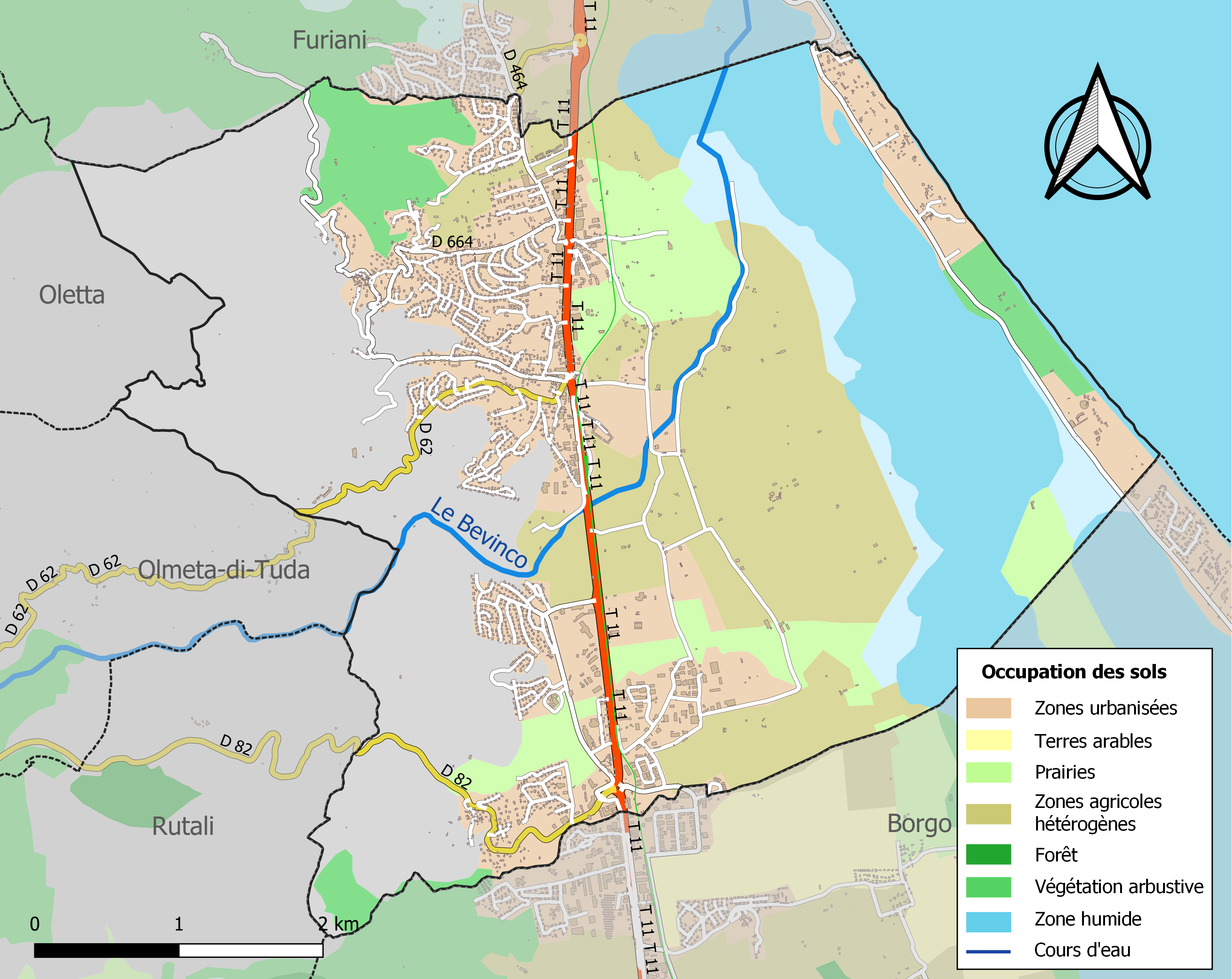
Carte des infrastructures et de l'occupation des sols de la commune en 2018 (CLC).
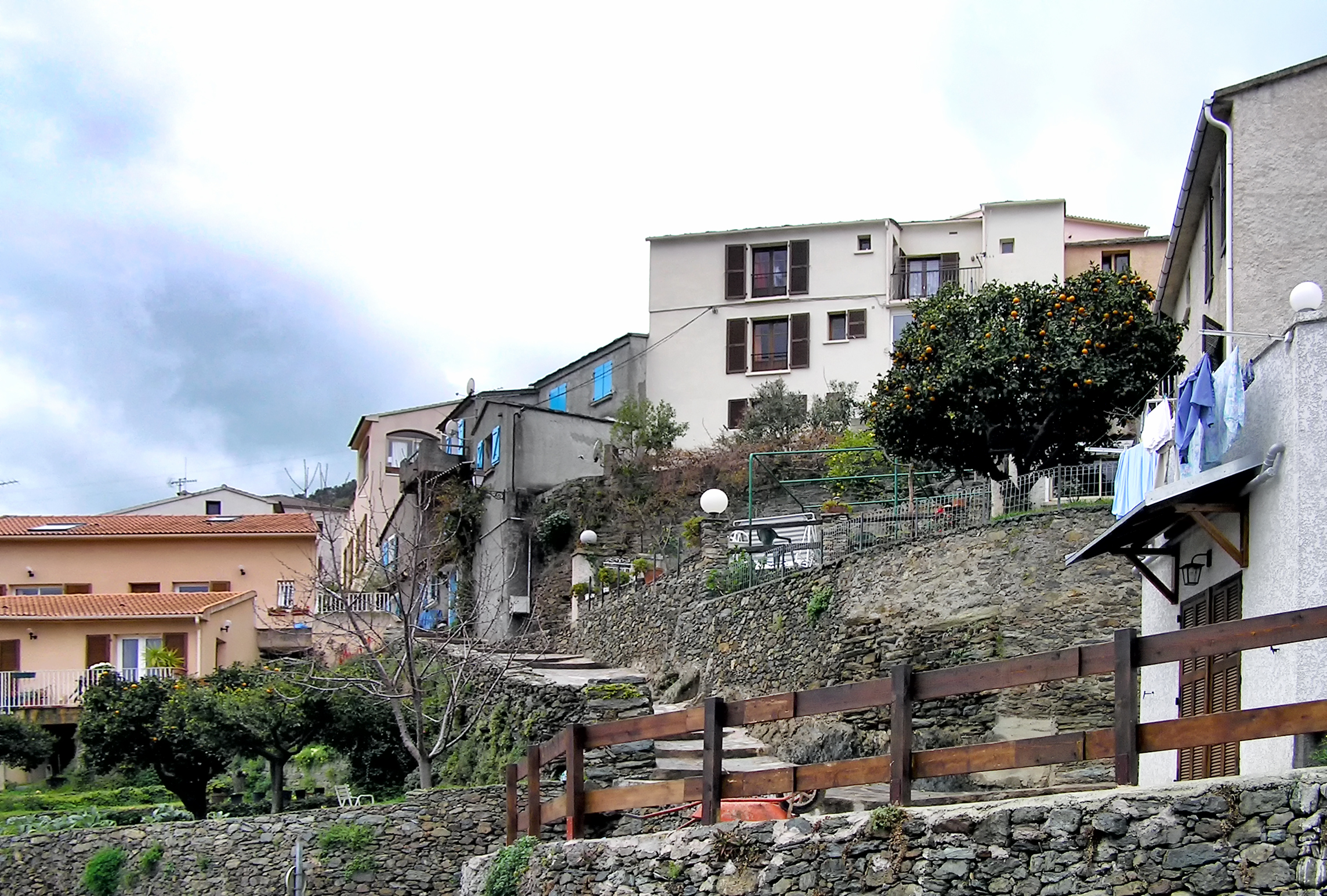
Quartier sud du village.

### Biguglia

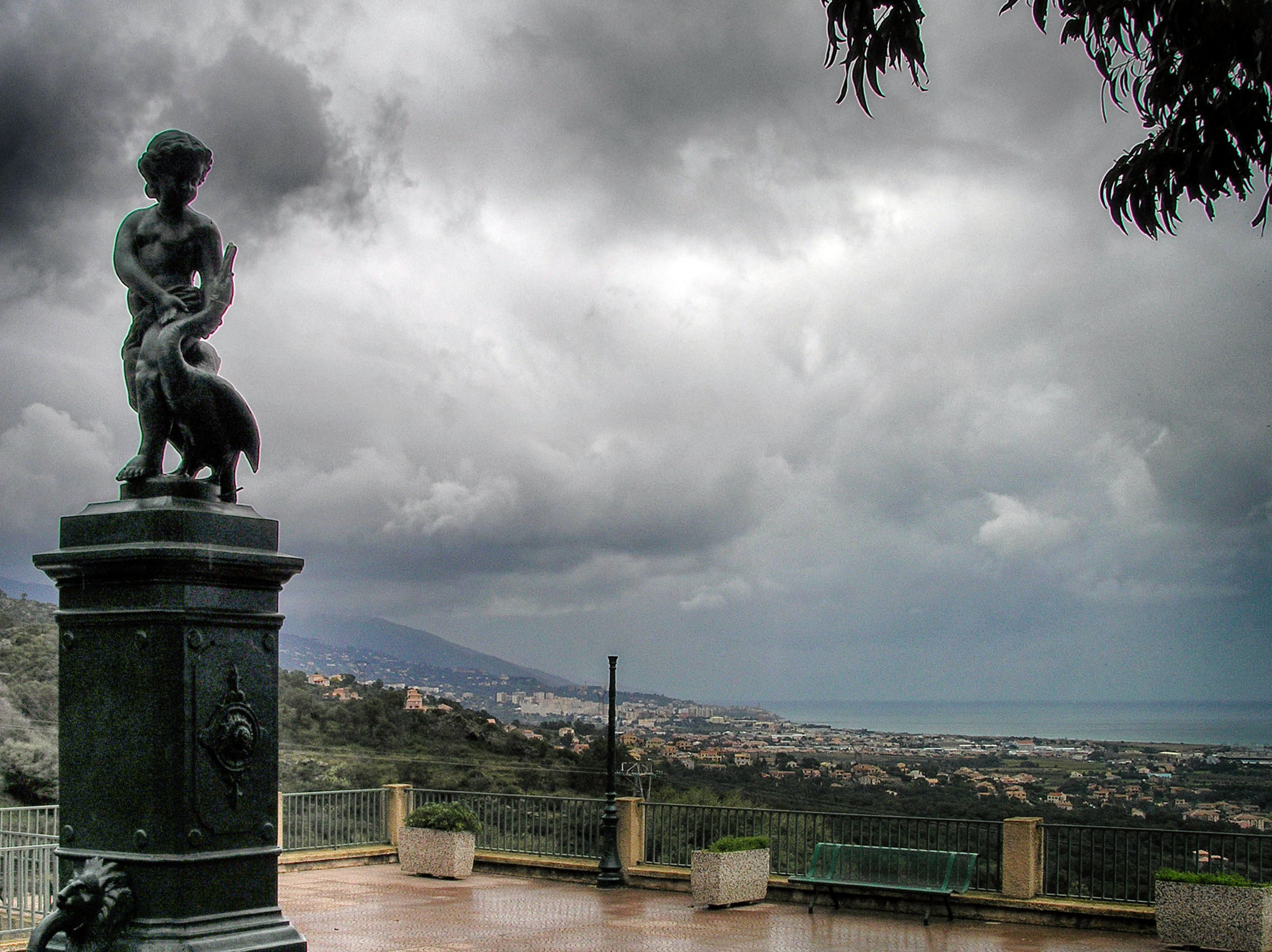
Vue sur le sud de l'agglomération bastiaise depuis la Piazza di l'Olmu.

Le village fut une résidence épiscopale, ensuite une résidence des gouverneurs génois, puis le chef-lieu de la Corse aragonaise sous Vincentello d'Istria au Moyen Âge, Biguglia fut un village construit dès les premiers temps sur un éperon rocheux, « en balcon » au-dessus de la plaine, pour voir venir l'envahisseur, mais aussi pour s'éloigner de la zone humide littorale et le paludisme qu'il engendrait à l'époque. Ses vieilles maisons à hautes façades, construites en étages, sont encore couvertes de lauzes. Leur accès se fait par des escaliers en pierres. S'y trouvent de remarquables fontaines. La morphologie du site et le schéma « en éventail » du bourg au pied du château a été imposé par le relief.
Depuis le village, bâti à une altitude moyenne de 140 m au pied du Monte Rotondo (554 m), la vue est étendue vers la plaine agricole, l'étang, la mer, l'Île d'Elbe et l'île de Montecristo plus au sud. Autrefois réfugiée sur les hauteurs pour voir venir l'envahisseur, la population préfère bâtir en plaine de nos jours, pour des raisons de commodités.

### Casatorra
Casatorra est un hameau construit à l'origine autour du carrefour routier RN 193 - D 62, route reliant la Marana au Nebbio via le défilé du Lancone.

### Ortale de Biguglia
Le hameau d'Ortale se trouve à l'extrême sud de la commune. Il possède une petite chapelle Santa Catarina. Il est desservi par la route D 82 qui relie la plaine de la Marana au Nebbio via le col San Stefano. Ortale est situé au-dessus d'une vaste zone d'activité, regroupant autour du giratoire dit du « Numéro Quatre » sur la 2×2 voies Bastia - Vescovato, la zone industrielle de Tragone, la zone industrielle de Puerettone et celle des Chênes, les deux dernières sont sur la commune de Borgo.

## Toponymie
Biguglia proviendrait de Aguglia, devenu Guglia en bas-latin, signifiant l'aiguille, l'éperon rocheux sur lequel la cité avait été construite.
Le nom corse de la commune s'écrit également Biguglia mais se prononce /biˈguʎa/.

## Histoire

### Préhistoire

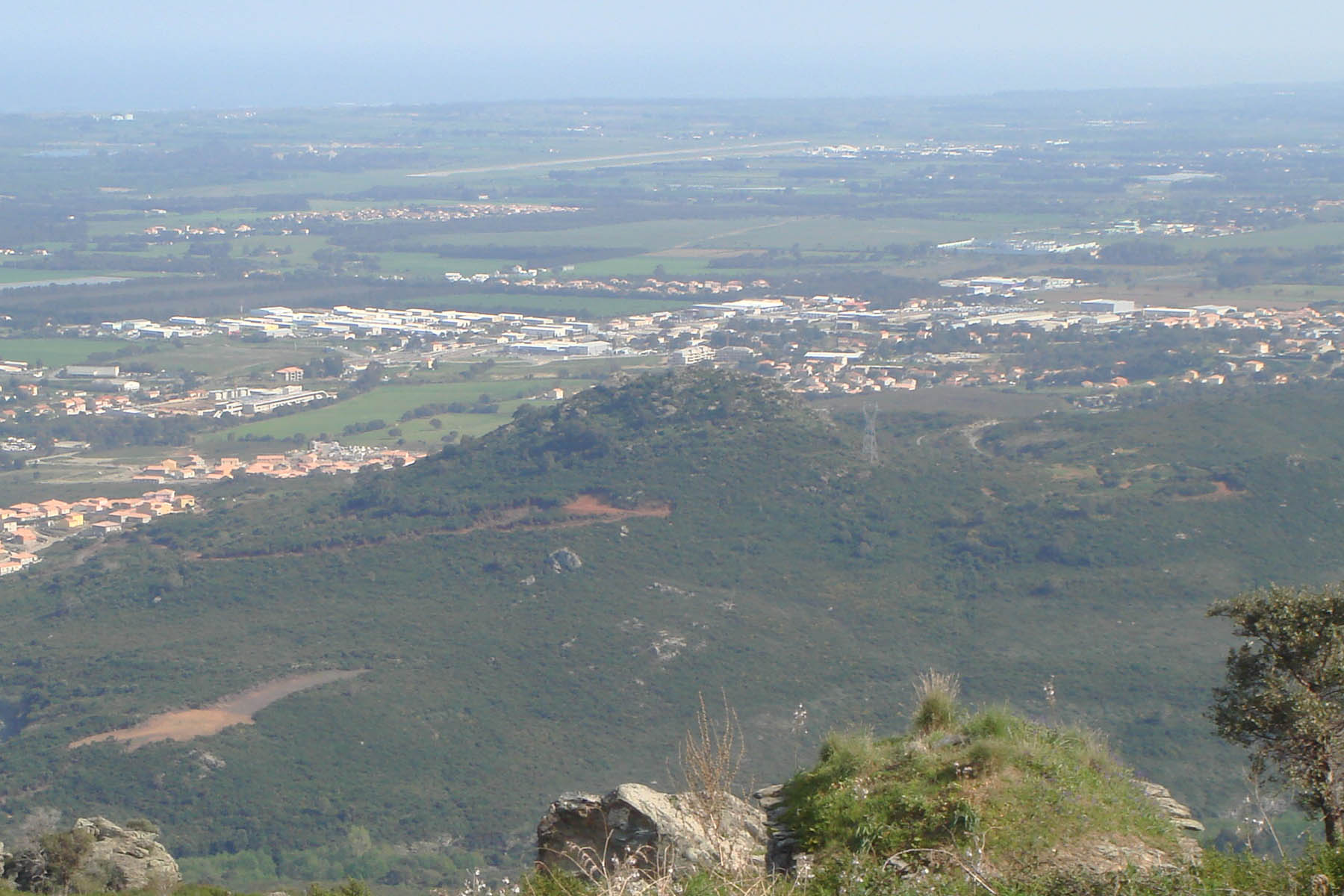
Le site préhistorique du Monte Grossu.

Le site préhistorique (Néolithique et âge du bronze) du Monte Grossu occupe une petite butte haute de 191 m au sud de la commune. Situé à l’entrée du défilé de Lancone, il domine le nouveau lotissement de Bevinco. Les fouilles effectuées entre 1968 et 1976, ont mis au jour des structures d’habitat et d’importantes quantités de vestiges céramiques et lithiques comprenant du matériel de meunerie et des outils de percussion lancée en pierre polie.

### Antiquité
- Présence romaine en raison de la proximité de la cité de Mariana qui devait exploiter l'étang.

### Moyen Âge
Après la destruction de Mariana au VIIIe siècle, la libération de la Corse de l’occupation maure par les seigneurs toscano-francs et la christianisation complète de l'île à partir du XIe siècle, -période pendant laquelle de nombreuses églises seront construites et de nombreuses donations seront effectuées aux bénédictins pour y implanter chapelles et couvents, Biguglia était devenu la résidence des évêques. Au XIVe siècle, elle fut résidence des gouverneurs génois durant un court laps de temps, puis chef-lieu de la Corse aragonaise sous Vincentello d'Istria au XVe siècle.
L'étang du Chjurlinu appartenait alors aux seigneurs de Bagnaia. En 1189, ceux-ci donnent l'île principale, dite « de San Damiano » et la petite église qui s'y trouve, à l'abbaye de la Gorgone.
« À ce moment, son intérêt semble venir surtout de la présence de poissons et d'anguilles, puisque les documents des XIIIe et XIVe siècles font bien la distinction entre les deux. En effet, le 12 février 1251, l'étang est affermé pour 20 ans à des Pisans. Les Corses conservent l'autorisation de pêcher dans le plan d'eau, mais il leur est interdit de vendre leurs poissons. Ces derniers, et particulièrement les anguilles, sont séchés et exportés vers la Terre ferme. »

#### Fondation de Biguglia
Quelques détails sur les commencements de Biguglia sont fournis par Giovanni della Grossa. Dans sa chronique, il a écrit : « Mariana, le Nebbio et une partie de la pieve d'Orto, après avoir repris le régime populaire, se firent une guerre fort vive, et une cause futile fit encore naître des inimitiés entre la pieve de Rosolo, celle de Nebbio et une partie de la pieve d'Orto. Ces inimitiés s'envenimèrent tellement dans tous ces pays que le sang coula et qu'il périt, tant d'une part que de l'autre, plus de cent hommes. Les gens du Nebbio vivaient ainsi en état de guerre avec ceux d'Orto et de Mariana ; ils avaient pour chef Orlando de Pietra all'arretta, homme d'un courage indomptable. Les hommes d'Orto et de Mariana avaient à leur tête Giovanni de Bagnaja, qui ne le cédait à son adversaire ni en noblesse ni en valeur. Bagnaja se trouvait au-dessous de l'endroit où est aujourd'hui la route de Borgo, village qui à ce moment n'existait pas encore. » Ce Giovanni, afin d'opposer à Orlando une barrière solide, fit construire un château à Biguglia, où un village commença dès lors à se former. [...] « Le territoire compris entre Lavasina et la montée de Canavaggia reconnaissait l'autorité de Giovanni, auquel les habitants donnèrent spontanément le titre de seigneur, dans une assemblée générale qu'ils tinrent à Ficareto ; aussi ce territoire s'appela-t-il encore longtemps après terra Bagnaninca  - Abbé Letteron ».

Dans son ouvrage, Daniel Istria écrit : 

« Biguglia est l'une des plus importantes forteresses du nord de l'île aux XIIIe-XIVe siècle. C'est la seule que Luchetto Doria assiège en 1289 et où il s'installe pour recevoir les serments de fidélité des seigneurs de la région. »

— Daniel Istria - Pouvoirs et fortifications dans le nord de la Corse XIe – XIVe siècle - Éditions Alain Piazzola Ajaccio 2005 p. 141.

#### Le château de Biguglia
Le castello de Biguglia (42° 37′ 36″ N, 9° 25′ 06″ E) était à l'époque l'un des plus importants châteaux du fait de sa position stratégique et militaire optimale pour le contrôle de l'espace. Il commandait une petite marine.
Giovanni della Grossa ne dit pas en quelle année a été construit le château ou forteresse de Biguglia.
Le document le plus ancien où il est fait mention de Biguglia, date du 24 novembre 1248. C'est un acte par lequel Alberto et d'autres seigneurs Bagnaninchi font allégeance à la république de Pise et lui font hommage de toutes les terres qu'ils possèdent. « Ils reconnaissent que leurs pères et leurs ancêtres ont toujours possédé, à titre de fief concédé par la commune de Pise, et au nom de ladite commune, le château de Biguglia et ses dépendances - Abbé Letteron ». Cette pièce permet de présumer que le château de Biguglia fut construit, au plus tard, au début du XIIIe siècle.
- 1289 - Le 13 août dans le château de Biguglia, Roberto, châtelain de Rostino jure fidélité à Luchetto Doria. Deux jours après il rompt le pacte de fidélité ce qui conduit à l'incendie du castrum de Rostino.
- 1358 - Sambucucciu d'Alandu et Francesco d'Évisa dirigent une révolte populaire et chassent de leurs fiefs les seigneurs. La forteresse de Biguglia est utilisée comme siège de justice. Tous leurs châteaux sont démolis, excepté six[Note 6].
- Vers 1362 les Génois commencèrent à s'intéresser à la possession de Biguglia. La forteresse abrita la première résidence des gouverneurs génois de l'île : le gouverneur Tiridano della Torre s'y établit. Biguglia fut pendant près de deux décennies la résidence des gouverneurs génois avant son transfert dans la fondation voisine de Bastia vers 1380. À partir de cette époque les divers seigneurs ou gouverneurs qui voulurent soumettre la Corse à leur autorité, regardèrent comme indispensable la conquête de cette place.
- 1372 - Après la prise de Biguglia par les Corses révoltés conduits par Arrigo della Rocca qui s'y fait proclamer comte de Corse, les Génois se retirèrent au nord où ils construisirent un château fort (bastiglia) qui devint Bastia.
- 1378, les maonesi acquièrent l'île en fief. Ils s'engagent à reprendre possession des châteaux qui ne sont plus occupés par les Génois et à dépenser 40 000 lires en trois ans pour leur restauration. C'est probablement dans le réaménagement de la place forte de Biguglia, la construction de la tour de plan rectangulaire[4] .
- 1380 - Alberto De Bagnaia et des citoyens de Biguglia construisent un hôpital et une domus près du chemin qui relie le castrum et l'étang et l'offrent à l'abbaye de la Gorgone[4].
- 1413 - Un litige oppose la communitate et universitate de Belgodere de la pieve d'Orto et le monastère de la Gorgone pour la possession de l'île de l'étang de Biguglia[4].
- 1442 ou 1443 - Les habitants du castrum de Biguglia obtiennent de l'évêque de Mariana un grand nombre de franchises de ses droits féodaux.

#### Chef-lieu de la Corse aragonaise
Vincentello d'Istria, proclamé comte de Corse à Biguglia, vice-roi de Corse et chevalier de la couronne d'Aragon, en fit le chef-lieu de la Corse, alors placée par le pape sous l'autorité du Roi d'Aragon. Au mois de janvier 1434, c'est-à-dire l'année même où il fut décapité, il aurait fait avec les habitants de Biguglia une convention sans doute faut-il lire en 1432 ou 1433.
Simone da Mare et ses alliés (l'évêque d'Aléria et tous les Caporaux du « deçà des monts ») rejoignent Biguglia. Les habitants lui livrèrent le bourg et quelques jours après il prit possession du château, moyennant cinq cents écus.
- 1444 - Le pape Eugène IV envoie Monaldo de Terni en qualité de commissaire, avec environ soixante soldats, pour prendre possession de la Corse au nom de l'Église et chasser les Génois. Une convention est conclue, pendant le siège même de Biguglia mené par Monaldo, entre le commissaire papal et les habitants de la place. Les deux parties s'engagent à respecter les stipulations dès que la place se sera rendue, raconte Giovanni della Grossa.

Les Génois vendirent à Eugène IV, pour trois cents écus, la ville de Bastia qu'ils tenaient encore. « Le Pape envoya alors en Corse des troupes commandées par Bonaldo Paradisi. Ce général débarqua dans le port de Santa Severa avec quatorze mille hommes. Les Cap-Corsins allèrent à sa rencontre et lui jurèrent fidélité. II reçut ensuite la soumission de Biguglia. » - Abbé Letteron ».
- 1445, Giacomo de Gaete, évêque de Potenza, est nommé Commissaire en remplacement de Monaldo vaincu sous les murs de Calvi par les fils de Renuccio. Le 25 juillet, aussitôt après son arrivée en Corse, il confirma les franchises de Biguglia.
- 1448 - Le pape Nicolas V, de nationalité génoise, nomma Lodovico de Campofregoso gouverneur et seigneur de la Corse, et donna des ordres pour que toutes les forteresses que le roi d'Aragon occupait lui fussent remises.
- 1453 - Fin mai, la Corse fut cédée par la commune de Gênes à l'Office de Saint Georges.
- 1463 - Tommasino de Campofregoso possédait plusieurs places fortes, entre autres celle de Biguglia, que la famine avait contrainte de se rendre après quatre mois de siège. Le 13 mars, il faisait avec les habitants de Biguglia une convention.
- De 1464 à 1479 - La Corse a été soumise au duc de Milan pendant quinze ans.
- 1483 - L'île repasse sous le gouvernement de Saint Georges. En vain Giovan Paolo di Leca et Rinuccio de Leca (père de Raffè di Leca) voulurent prolonger la lutte contre l'Office, le gouverneur Ambroggio di Nero, qui poussait l'énergie jusqu'à la cruauté, brisait en 1489 toute résistance. Une foule de châteaux furent alors détruits, entre autres celui de Biguglia.
- 1493 - Le château sera détruit lors de luttes menées par Giovan Paolo di Leca et Rinuccio de Leca (père de Raffè di Leca) contre l'Saint Georges.

De nos jours subsistent des ruines du castello de Biguglia : des remparts avec trous de boulins et deux tours de dimensions différentes, une tour rectangulaire et une tour circulaire de 2,7 m de diamètre, deux citernes d'une capacité supérieure à 50 m3 occupant une, le rez-de-chaussée de la tour, l'autre aménagée dans une cavité rocheuse sous le donjon, et surmontées d'une voûte.

### Temps modernes
Au début du XVIe siècle, « la place de Biguglia était complètement déchue ; désolée par la fièvre, éloignée de la côte, elle ne pouvait lutter contre Bastia, sa voisine et sa rivale, où l'air était sain et que les Génois pouvaient à la fois secourir par terre et par mer. - Abbé Letteron ».
Orto était une pieve qui comptait environ 1 700 habitants vers 1520. Elle avait pour lieux habités : Biguglia, Foriani, la Corbaia, Soverta, Belgoder, la Vetrice, la Bastia.
Vers la fin du même siècle, l'historien Filippini écrivait que les religieux avaient à peu près abandonné le couvent fondé par Vincentello d'Istria.

### Époque contemporaine
La statue de Vincentello d'Istria a été inaugurée le 20 novembre 2009 au rond-point de Ceppe sur la RN 193. Elle a une hauteur de 3,20 mètres  et a été réalisée par le sculpteur Cesare Rabiti.
Vincentello d'Istria a donné son nom au groupe scolaire de Biguglia.

## Politique et administration

### Liste des maires
| Période                                  | Période  | Identité                | Étiquette       | Qualité                                                                          |
| ---------------------------------------- | -------- | ----------------------- | --------------- | -------------------------------------------------------------------------------- |
| 1976                                     | 2020     | Sauveur Gandolfi-Scheit | RPR puis UMP-LR | Médecin Député de la première circonscription de la Haute-Corse (de 2007 à 2017) |
| 2020                                     | En cours | Jean-Charles Giabiconi  | Femu a Corsica  |                                                                                  |
| Les données manquantes sont à compléter. |          |                         |                 |                                                                                  |

## Population et société

### Démographie
L'évolution du nombre d'habitants est connue à travers les recensements de la population effectués dans la commune depuis 1800. Pour les communes de moins de 10 000 habitants, une enquête de recensement portant sur toute la population est réalisée tous les cinq ans, les populations de référence des années intermédiaires étant quant à elles estimées par interpolation ou extrapolation. Pour la commune, le premier recensement exhaustif entrant dans le cadre du nouveau dispositif a été réalisé en 2008.

En 2022, la commune comptait 7 638 habitants, en évolution de −3,86 % par rapport à 2016 (Haute-Corse : +5,15 %, France hors Mayotte : +2,11 %).
| 1800 | 1806 | 1821 | 1831 | 1836 | 1841 | 1846 | 1851 | 1856 |
| ---- | ---- | ---- | ---- | ---- | ---- | ---- | ---- | ---- |
| 227  | 216  | 313  | 264  | 244  | 228  | 199  | 211  | 173  |

| 1861 | 1866 | 1872 | 1876 | 1881 | 1886 | 1891 | 1896 | 1901 |
| ---- | ---- | ---- | ---- | ---- | ---- | ---- | ---- | ---- |
| 184  | 156  | 200  | 135  | 192  | 188  | 229  | 234  | 230  |

| 1906 | 1911 | 1921 | 1926 | 1931 | 1936 | 1946 | 1954 | 1962 |
| ---- | ---- | ---- | ---- | ---- | ---- | ---- | ---- | ---- |
| 294  | 279  | 229  | 236  | 276  | 253  | 233  | 376  | 538  |

| 1968 | 1975  | 1982  | 1990  | 1999  | 2006  | 2008  | 2013  | 2018  |
| ---- | ----- | ----- | ----- | ----- | ----- | ----- | ----- | ----- |
| 905  | 1 761 | 2 812 | 4 073 | 5 018 | 6 066 | 6 365 | 7 772 | 7 902 |

| 2022  | - | - | - | - | - | - | - | - |
| ----- | - | - | - | - | - | - | - | - |
| 7 638 | - | - | - | - | - | - | - | - |

### Manifestations culturelles et festivités
- Fête patronale : 30 novembre
- 14 juillet et 15 août : fête sur la place Haute
- Fita star kalliste, concours international d'archers : avril
- Le lido de la Marana avec ses vastes plages de sable fin, plantées de pins et d'eucalyptus
- Centre de loisirs balnéaires de la Marana
- Hippodrome à Casatorra

### Sports

#### Football
- Étoile filante bastiaise : L'Étoile Filante Bastiaise est un club français de football fondé en 1920. Le club présidé par Eugène Schneinder évolue en 2006-2007 en championnat de France Amateurs 2 (D5). Le club fusionne avec le SC Bastia de 1961 à 1971 pour donner naissance au « Sporting Étoile Club Bastia », puis retrouve son indépendance. Il a formé de grands joueurs corses comme Paolo Farina, Marius Vescovali, François-Joseph Modesto, Laurent Casanova, Pascal Berenguer, Georges Franceschetti ou encore Bruno Rodriguez.
- AJ Biguglia : Club omnisports, il se distingue notamment en athlétisme, mais aussi en football avec un 8e tour de la Coupe de France face à l'AS Cannes. Club parrainé par la mairie de Biguglia et évoluant en DH.
- FC Biguglia (Football - PHC).

#### Autres
Rallye de Biguglia (en juin), Comité des courses hippiques et Club Hippique de Biguglia.

### Culte
L'église paroissiale Sant'Andria relève du diocèse d'Ajaccio.

## Économie
- Cultures maraîchères, orangers, vigne.
- Ovins.

## Culture locale et patrimoine

### Lieux et monuments
- Monument aux morts
- Site néolithique et du Bronze au Monte Grossu (192 m).
- Ruines du château de Vincentello d'Istria.
- Cimetière militaire allemand
- Cimetière militaire allié (route Impériale)

La cité médiévale de Biguglia comportait plusieurs édifices religieux. Beaucoup sont depuis longtemps ruinés, d'autres disparus comme l'ancienne chapelle San Damiano qui se trouvait sur la presqu'île éponyme dans l'étang de Biguglia. On retrouve dans une maison à l'extrémité de la presqu'île, des matériaux romans en réemploi, provenant de l'ancienne chapelle.

#### Église Saint-André

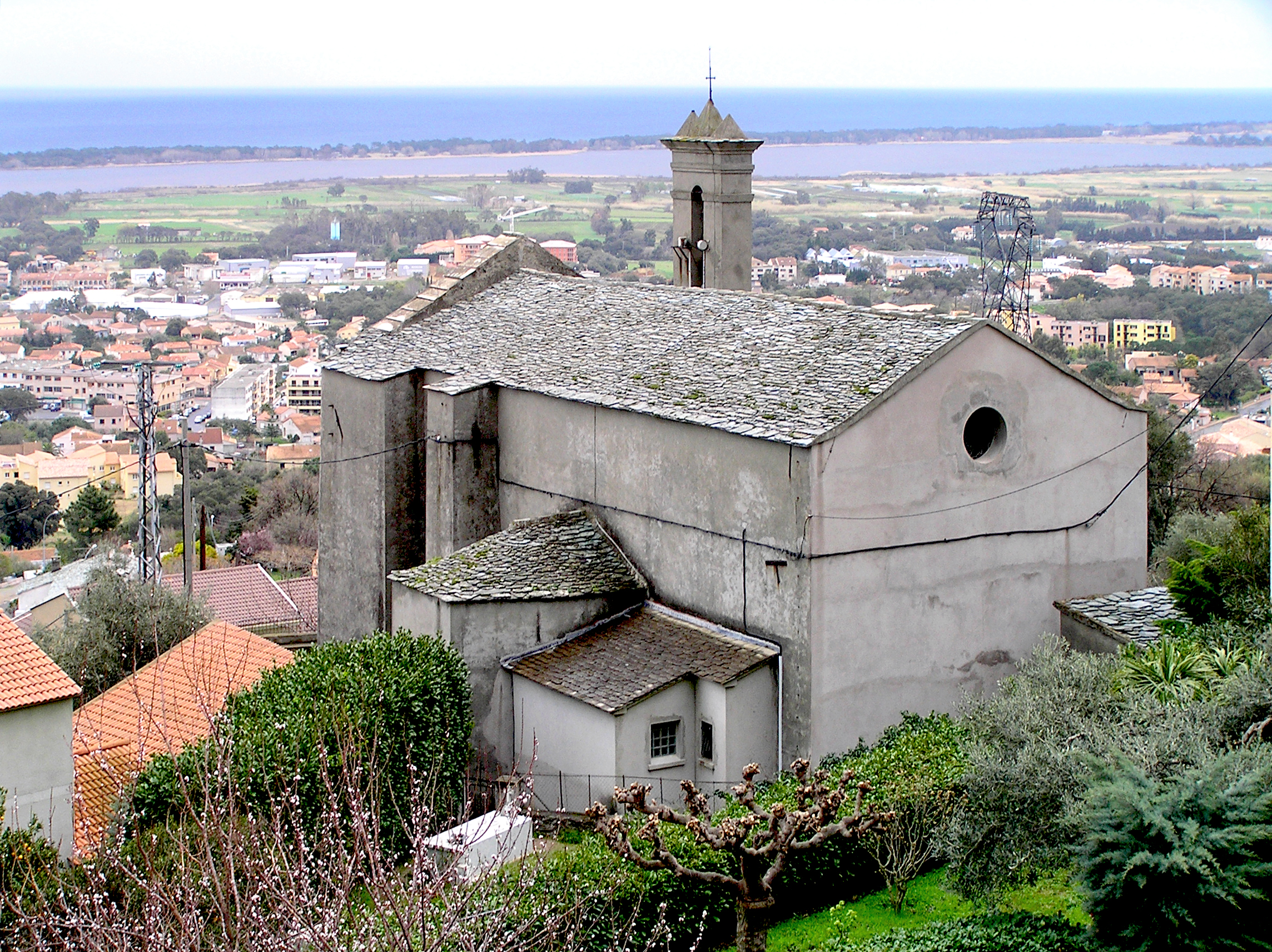
Église Saint-André.

L'église paroissiale Saint-André (Sant'Andria) date du XVIe siècle. Elle compte trois autels, le principal au centre étant dédié à Sant'Andria. Remaniée en 1760, elle a été restaurée, l'intérieur en 1994 et l'extérieur en 2008. Sa couverture est en pierre de lauze.
En 1767, le seigneur Andria Biguglia offre à la paroisse un magnifique tableau représentant Saint-André.

#### Ancien Couvent Saint-François
Cet ancien couvent dont il ne reste que des vestiges, avait été construit au XIIIe siècle par les franciscains. Ses ruines sont encore visibles à proximité du cimetière communal.

#### Chapelle Sainte-Lucie
Cette chapelle ruinée se trouve au nord de la commune. Elle est légèrement en contrebas de l'église piévane Santa Maria construite à près de 1,2 km distance orthodromique à l'O-NO sur la commune de Furiani.

#### Chapelle d'Ortale
La chapelle Santa Catalina se trouve sur les hauteurs d'Ortale.

#### Chapelle Sant’Andria di Fabrica

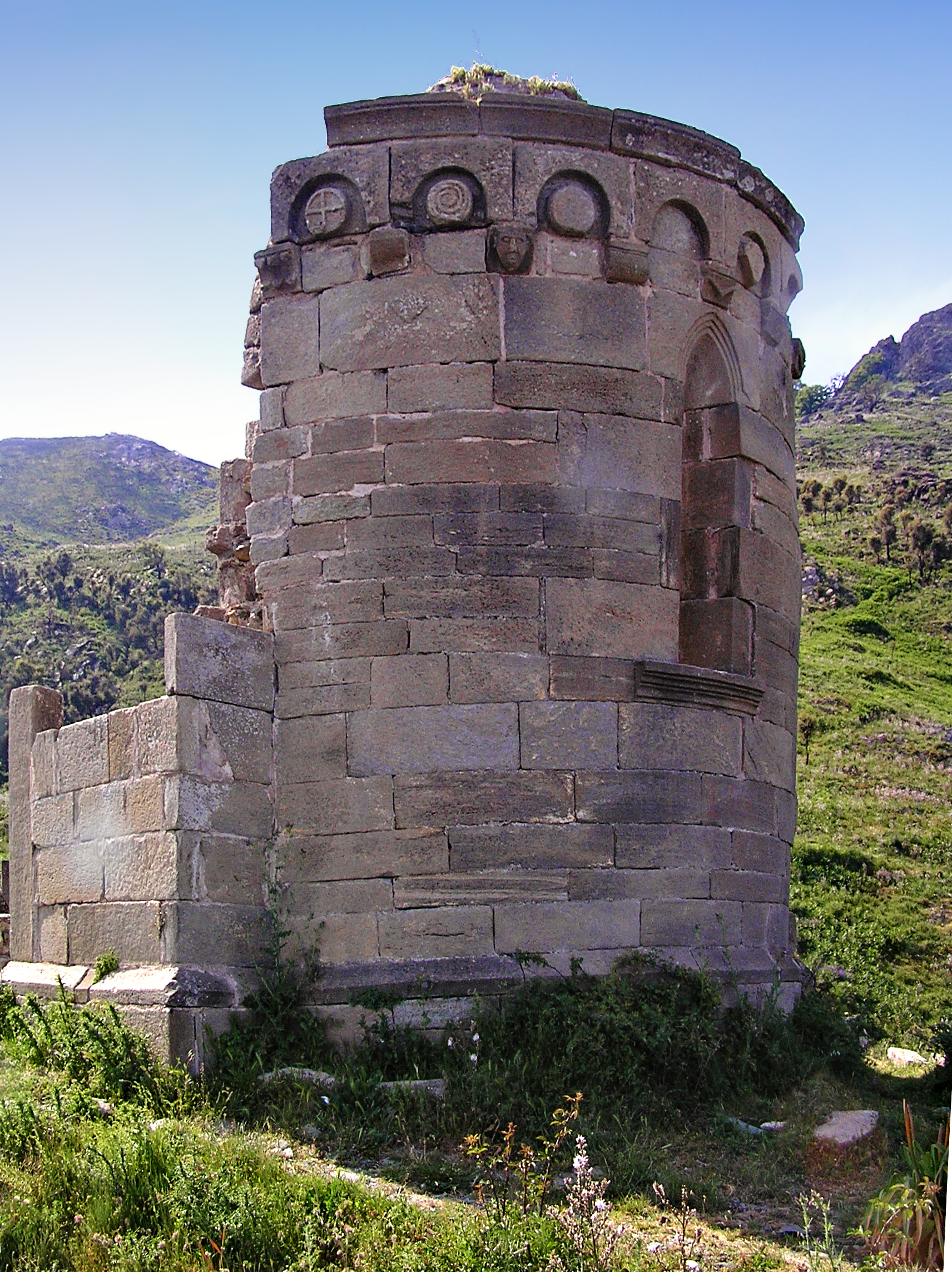
Ruines de la Chapelle Sant'Andria.

La chapelle romane ruinée de Sant'Andrea (en corse Sant'Andria di Fabrica) du XIIIe siècle est isolée au col du même nom au sud-ouest du village. Un sentier partant de la fontaine au sud du village permet d'y accéder. Compter une heure de marche. Ses ruines se dressent sur un piton rocheux à 343 m d'altitude, dominant la plaine, l'étang de Biguglia et la mer Tyrrhénienne, la nef regardant Rome comme beaucoup d'églises bâties en Corse.
En 1986, en collaboration avec la FAGEC (Fédération d'Associations et Groupements pour les Études Corses), la Légion a entrepris de redresser un pan de mur de la chapelle. Les travaux ont été arrêtés par manque de crédits. Les pierres rassemblées par les militaires à l'intérieur et à l'extérieur des murs attendent des jours meilleurs.

### Patrimoine naturel
La commune est concernée par trois espaces protégés :

#### Réserve naturelle de l'étang de Biguglia
Cette réserve créée par décret du 9 août 1994, couvre une superficie calculée - SIG (ha) de 1 817,211 5 ha et concerne les quatre communes de Furiani, Biguglia, Borgo et Lucciana. Elle fait l'objet de la fiche Étang de Biguglia (FR3600120) à l'Inventaire national du patrimoine naturel.

#### Terrain acquis par le Conservatoire du Littoral
Le Conservatoire est propriétaire de près de 549 ha du cordon lagunaire longeant le littoral des quatre communes de Furiani, Biguglia, Borgo et Lucciana. Ce site est repris à l'Inventaire national du patrimoine naturel sous la fiche FR1100499-Rives de l'étang de Biguglia.

#### Zone humide protégée par la convention de Ramsar
L'étang de Biguglia est une zone humide  Site Ramsar (1991, Étang de Biguglia) d'importance internationale, particulièrement comme habitat pour les oiseaux d'eau. Elle couvre une superficie 1 794,468 1 ha. Elle est listée à l'Inventaire national du patrimoine naturel.

#### ZNIEFF
Étang, zone humide et cordon littoral de Biguglia
Avec Bastia, Furiani, Borgo et Lucciana, Biguglia est concernée par la Zone naturelle d'intérêt écologique, faunistique et floristique de 2e génération qui fait l'objet de la fiche Étang, zone humide et cordon littoral de Biguglia (940004079). L'étang de Biguglia, aussi appelé étang de Chjurlinu, situé au sud de Bastia, est le plus vaste plan d'eau lagunaire de Corse (1 450 ha).

#### Natura 2000
Biguglia est concernée par deux sites Natura 2000 :

##### Site d'Intérêt Communautaire (Dir. Habitat)
Le site de la directive « Habitats, faune, flore » est nommé FR9400571 - Étang de Biguglia. Il a une superficie de 1 978 ha. Il bénéficie de protection au titre de Réserve naturelle nationale et de zone humide au titre de la convention Ramsar.

##### Zones de Protection Spéciale (Dir. Oiseaux)
Le site de la directive « Oiseaux » nommé FR9410101-Étang de Biguglia, couvre une superficie de 1 808 ha et bénéficie d'une double protection, au titre de Réserve naturelle nationale et de zone humide au titre de la convention Ramsar.

### Patrimoine culturel

#### Carrière de roche serpentineuse dite carrière de marbre vert de mer du Bevinco
Cette carrière à ciel ouvert, associée à une scierie hydraulique, était située sur la rive gauche du Bevinco. Il ne subsiste plus aujourd'hui aucune trace de cette exploitation. Elle a été exploitée durant la seconde moitié du XIXe siècle, la roche ornementale produite était d'une qualité exceptionnelle, plusieurs fois récompensée.
Dans un rapport portant sur l'intérêt présenté par cette carrière, il est écrit : 

« Le marbre consiste en une roche serpentineuse d'un beau vert entremêlé de filons blancs la couleur du marbre est vraiment belle et sa dureté assez forte sans être excessive... »

— Doniol ingénieur ordinaire des Ponts et Chaussées 1865
.
Le site est repris à l'Inventaire général du patrimoine culturel.

## Personnalités liées à la commune
- Sauveur Gandolfi-Scheit (député-maire)

### Héraldique, logotype et devise
| Blason de Biguglia | Blason  | D'azur au sautoir d'or. Devise / CriSempre per l'avvene. |
| Blason de Biguglia | Détails | Le statut officiel du blason reste à déterminer.         |